# Vincent Lemire
Vincent Lemire (* 1973 in Paris) ist ein französischer Historiker. Er war Leiter des Centre de recherche français à Jérusalem (CRFJ).

## Leben
1998 erlangte Lemire die Agrégation für Geschichte. Er promovierte 2006 mit der Arbeit La Soif de Jérusalem, die 2011 als Buch erschien. Sein 2013 erschienenes Buch Jerusalem 1900 wurde in mehrere Sprachen übersetzt. Lemire ist Dozent an der Universität Marne-La-Vallée und Direktor des europäischen Projekts Open-Jerusalem, finanziert vom Europäischen Forschungsrat.
Lemires Forschungsthemen sind die Geschichte des Nahen Ostens, insbesondere von Jerusalem und dessen Maghrebinerviertel und die Geschichte der französischen Slums in den 1930er bis 1970er Jahren.
Außerdem beschäftigt ihn die Geschichte der Fotografie.
2022 war Lemire der Experte einer Folge der arte-Sendereihe Geschichte schreiben zum Thema der Westmauer (Klagemauer).

## Auszeichnungen
2013 wurde Lemire für sein Buch Jérusalem 1900. La ville sainte à l’âge des possibles mit dem Prix Augustin Thierry ausgezeichnet.
Lemire, Katell Berthelot, Julien Loiseau und Yann Potin erhielten 2017 den Prix Pierre Lafue und den Prix Sophie Barluet für ihr Buch Jérusalem, Histoire d’une ville-monde, des origines à nos jours.

## Bücher
- Au pied du mur – Vie et mort du quartier maghrébin de Jérusalem (1187–1967). Éditions du Seuil, Paris 2022, ISBN 978-2-02-146195-4.
- Histoire de Jérusalem. Graphic Novel, mit Christophe Gaultier, Éditions Les Arènes, Paris 2022, ISBN 979-10-375-0715-0.
  - Jerusalem – Die Geschichte einer Stadt. Jacoby & Stuart, Berlin 2024, ISBN 978-3964282408.
- Le Moine sur le toit. Histoire d’un manuscrit éthiopien trouvé à Jérusalem (1904). Mit Stéphane Ancel und Magdalena Kryzanowska, Éditions de la Sorbonne, Paris 2020.
- Ordinary Jerusalem 1840–1940. Opening New Archives, Revisiting a Global City. Hrsg. mit Angelos Dalachanis, Brill, Leiden 2018.
- Révolutions – Quand les peuples font l’histoire. Mit Mathilde Larrère, Félix Chartreux, Maud Chirio, Eugénia Paleraki, Éditions Belin, 2017, ISBN 978-2-410-01059-6.
- Jérusalem 1900. La ville sainte à l’âge des possibles. Éditions du Seuil, Paris 2016, ISBN 978-2-7578-6228-5 (dieses Buch wurde ins Englische, Arabische, Hebräische und Chinesische übersetzt).
- Jérusalem, histoire d’une ville-monde des origines à nos jours, mit Katell Berthelot, Julien Loiseau und Yann Potin, Éditions Flammarion, Paris 2016, ISBN 978-2-08-138988-5.
- La soif de Jérusalem – Essai d’hydrohistoire (1840–1948). Éditions de la Sorbonne, 2010, ISBN 978-2-85944-659-8 download des Buches als pdf möglich.
- Baraques : L’album photographique du dispensaire La Mouche-Gerland (1929–1936). Mit Stéphanie Samson, ENS Éditions/Éditions Le Temps qu’il fait, 2003.

## Artikel
- Across the Archives: New Sources on the Ethiopian Christian Community in Jerusalem, 1840–1940. Mit Stéphane Ancel, in: Jerusalem Quarterly, Band 71, 2017 online, pdf.
- Ouvrir les archives d’une ville fermée?, université Paris-Est, Marne-la-Vallée, 2015, online, pdf.
- Publishing Jerusalem’s Ottoman Municipal Archives (1892–1917): A Turning Point for the City’s Historiography. mit Yasemin Avci und Falestin Naili, in: Jerusalem Quarterly, Band 60, 2014 online, pdf.
- The Awakening of Palestinian Hydropolitical Consciousness: The Artas – Jerusalem Water Conflict of 1925. In: Jerusalem Quarterly, Band 48, 2011 online, pdf.